# Prokletí Gideonu
Prokletí Gideonu (v anglickém originále The Mark of Gideon) je šestnáctý díl třetí řady seriálu Star Trek. Premiéra epizody v USA proběhla 17. ledna 1969, v České republice 25. července 2003.

## Příběh
Píše se hvězdné datum 5423.4 a USS Enterprise NCC-1701, vlajková loď Spojené federace planet, pod vedením kapitána Jamese T. Kirka doráží na planetu Gideon, kde má kapitán Kirk absolvovat jednání s koncilem Gideonu, který jej schválil jako jediného návštěvníka. Gideon žije izolovaný život, bez bakterií a nemocí a velmi se obávají infikace z vnějšku.
Spock transportuje kapitána Kirka. Kapitán se ale opět objevuje v transportéru. Zjišťuje, že je sice zpět na Enterprise, ale záhadně, během pár sekund zmizela kompletní posádka. Setkává se s neznámou dívkou, která se představuje jako Odona. Sama netuší, kde se na lodi vzala a vzpomíná, že byla v jakési místnosti, kde se mačkaly tisíce lidí, ale popírá, že by pocházela z Gideonu. Spock na můstku přijímá volání z povrchu od velvyslance Hodina. Ten se jej ptá, kdy bude kapitán transportován. Spock je lehce šokován, protože všichni měli zato, že kapitán je již několik minut na povrchu. Obě strany se dohodnou na pátrání po kapitánovi, ale velvyslanec striktně odmítá nechat Spocka transportovat na Gideon nebo dovolit lodi skenovat povrch senzory. Slibuje ale, že nechá provést sám bedlivý průzkum Gideonu. Později oznamuje Spockovi, že pátrání proběhlo a kapitán se nenachází na povrchu Gideonu. Znovu zamítá Spockovu žádost o transport, ale nechává přenést jednu osobu z povrchu na Enterprise. Mezitím se Kirk na prázdné lodi sbližuje s Odonou. Ta mu vysvětluje, že si na svůj domov nevzpomíná, ale její svět je přelidněn, lidé se už mezi sebou nemohou hýbat a proto je tak šťastná, že je na pusté lodi jenom s Kirkem. Záhadně se na obrazovce můstku objevují lidé. Mnoho lidí sledující můstek přes obrazovku. To samé vidí oba, když Kirk nechá vytáhnout okenní clony, ale za moment se za oknem zase objevuje vesmír.
Kirk usuzuje, že možná jde jenom o iluzi, že jsou na lodi a přitom mohou být uzamčeni někde jinde. Později se ukazuje, že Odona je Hodinova dcera a Giodeon je ona zalidněná planeta, která trpí naprostým nedostatkem místa. Sama byla vydána ke kapitánovi, aby se nakazila nemocemi, které by přinesla mezi ostatní obyvatele Gideonu a tím by začali umírat a populace by se zmenšila na normál. Hodin Kirkovi vysvětluje, že Odona byla nakažena veganskou choriomeningitidou. Kirk je překvapen, protože jde o velmi vzácnou nemoc, která vyžaduje léčení do jednoho dne, jinak se stává smrtelnou. Velvyslanec mu sděluje, že právě proto byl vybrán, aby získali jeho krev a mohli nakazit Odonu, která pak nemoc přivede mezi ostatní. Spock i přes neschválení plánu k transportu na povrch hvězdnou flotilou se rozhoduje na vlastní pěst k přenosu. Zatím Hodin vysvětluje Kirkovi, že jejich civilizace postupně ztratila pojem o tom, co je to smrt a nemoci neznali nikdy. Proto došlo k přelidnění. Kirk nechápe, proč nepoužili různé metody sterilizace mužů i žen nebo jiné metody. Hodin mu říká, že lid Gideonu stále, i přes přelidnění, uctívá život jako posvátný a jakékoliv pokusy o sterilizaci nefungovaly, protože každý orgán se ihned obnovil a uzdravil. Spock doráží do místnosti, kde Odona již v horečkách ztratila vědomí. Spolu s Kirkem se ji rozhodnou transportovat na ošetřovnu Enterprise.
Dr. Leonard McCoy oznamuje Odoně, že se uzdravila. Ta se rozhodne na své planetě zůstat jako přenašeč pro Gideon vzácného viru.